# ستيف وينر
ستيف وينر (بالإنجليزية: Steve Weiner)‏ (1947، ميلواكي في الولايات المتحدة)؛ روائي كندي.